# Mănăstirea Cotmeana
Mănăstirea Cotmeana este o mănăstire ortodoxă din România situată în apropierea comunei Cotmeana, județul Argeș.

## Istoric

### Secolele al XIII-lea și al XIV-lea
Mănăstirea Cotmeana este considerată cea mai veche vatră monahală din Țara Românească , fiind datată, după ultimele cercetări, din anul 1292. Radu I, domnitorul Țării Românești (1377-1383), ridică aici o biserică de lemn, care va arde; în timpul domniei sale, Schitul Cotmeana devine mănăstire. Mircea cel Bătrân (1386-1418) construiește, aici, între 1387 și 1389, o biserică de zid cu hramul Buna Vestire.

### Reparări și restaurări
Biserica va fi restaurată în 1711 de către Constantin Brâncoveanu. A fost reparată în anii 1855-1857 și restaurată în 1922-1924, 1959, 1972, 1990. Ansamblul feudal de la Cotmeana este alcătuit din biserică, clopotniță și ziduri de incintă construite în scopuri de apărare. La Cotmeana se află cel mai vechi clopot din Țara Românească, donat mănăstirii de „jupân Dragomir” în anul 1385.
Mănăstirea a fost redeschisă în anul 1990, cu binecuvântarea ÎPS Calinic al Argeșului. Lângă biserica veche (conservată ca monument istoric), în ultimii ani s-au ridicat chilii, o biserică-paraclis, cu hramul Acoperământul Maicii Domnului, trapeză etc. În biserica monument istoric se păstrează portretele lui Mircea cel Bătrân și Petru Cercel.

## Lectură suplimentară

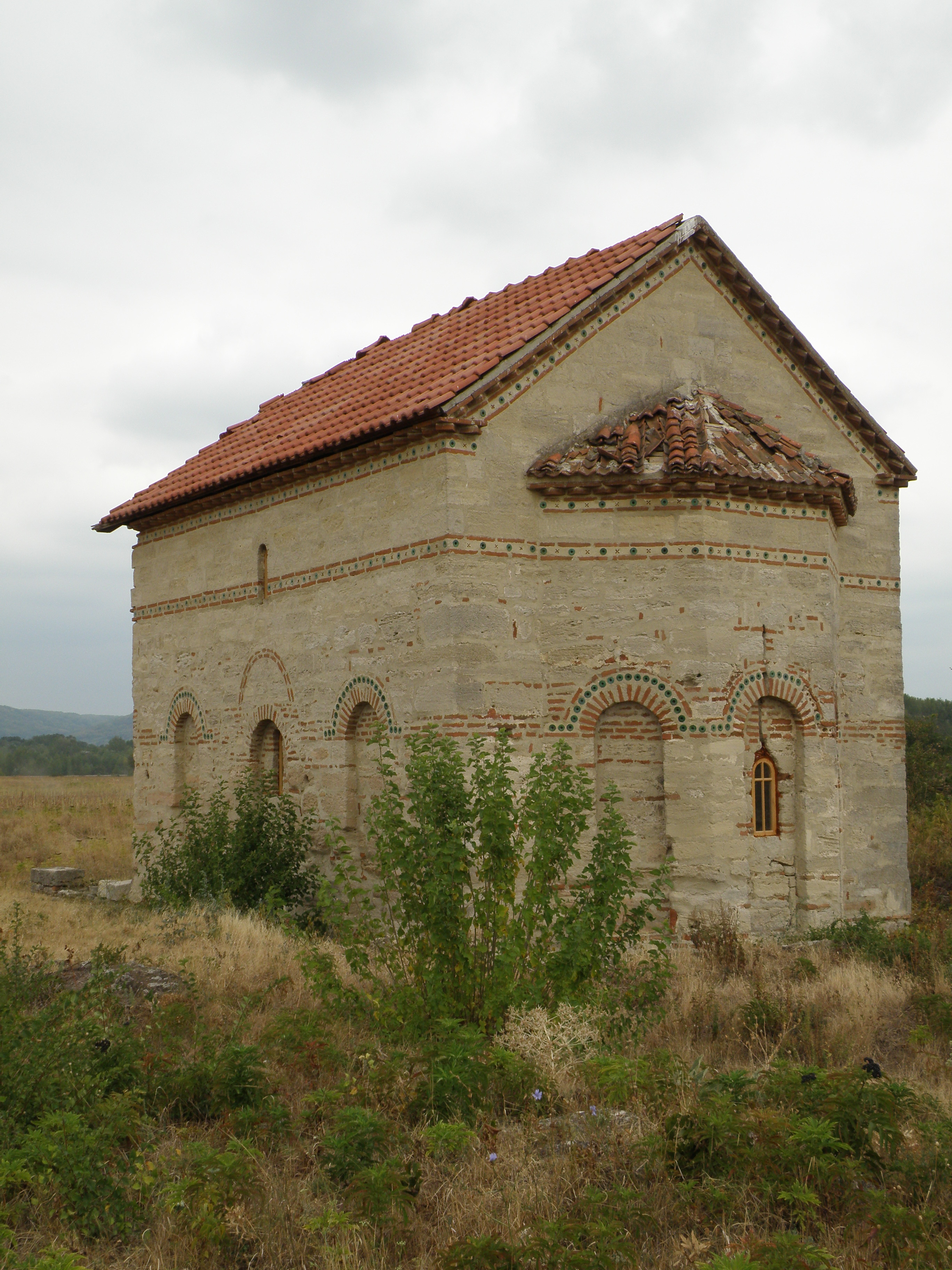
Biserica mănăstirii Coroglași, ridicată de Mircea cel Bătrân lângă Negotin, cu o arhitectură apropiată de Cotmeana